# Tomeshultagölen
Tomeshultagölen är en sjö i Emmaboda kommun i Småland och ingår i Lyckebyåns huvudavrinningsområde. Sjön har en area på 0,0928 kvadratkilometer och ligger 178,9 meter över havet. Tomeshultagölen ligger i Tomeshultagölen Natura 2000-område. Sjön avvattnas av vattendraget Linneforsån.

## Delavrinningsområde
Tomeshultagölen ingår i det delavrinningsområde (629089-147653) som SMHI kallar för Utloppet av Tomeshultagölen. Medelhöjden är 191 meter över havet och ytan är 3,84 kvadratkilometer. Det finns inga avrinningsområden uppströms utan avrinningsområdet är högsta punkten. Linneforsån som avvattnar avrinningsområdet har biflödesordning 2, vilket innebär att vattnet flödar genom totalt 2 vattendrag innan det når havet efter 91 kilometer. Avrinningsområdet består mestadels av skog (89 %). Avrinningsområdet har 0,09 kvadratkilometer vattenytor vilket ger det en sjöprocent på 2,4 %.